# Segundo Gana López
Segundo Gana López (Santiago, 24 de octubre de 1799 - Talca, 24 de julio de 1867) fue un militar patriota y político chileno.
En 1816 fue asaltado por los soldados realistas cuando llevaba socorros a su padre prisionero y fue llevado al castillo de San José de Valparaíso, donde sufrió vejámenes del gobernador de la prisión.

## Vida militar
Estuvo prisionero hasta la batalla de Chacabuco, recobrando la libertad junto con la independencia nacional. Se enroló en el ejército patriota en marzo de 1817, en el batallón de granaderos N.º 2, con el grado de teniente. El 5 de abril de 1818 participó de la batalla de Maipú junto a Bernardo O'Higgins. Ascendió a capitán y formó parte del Estado Mayor. Más tarde fue nombrado sargento mayor.
Fue hecho prisionero acusado de participar en una conspiración, sometido a consejo de guerra y absuelto. Se le separó del ejército, iniciando una carrera pública.

## Vida política
En 1823 prestó varios servicios y actuó en algunos hechos públicos predecesores a la caída de O'Higgins. Se retiró deifinitivamente del ejército con el grado de sargento mayor efectivo. Fue alcalde y regidor de Talca en 1827.
En las elecciones parlamentarias de 1849 fue elegido Diputado por Ovalle, Combarbalá e Illapel, representando a las filas conservadoras, reelegido en 1852, 1855 y 1858, siempre por la misma agrupación provincial.